# Rahimuddin Khan
Rahimuddin Khan (Kaimganj, Raj británico, 21 de julio de 1926-Lahore, Pakistán, 22 de agosto de 2022) fue un general de cuatro estrellas del Ejército de Pakistán que ocupó el puesto de 4.º Presidente del Comité de jefes de Estado Mayor de 1984 a 1987, después de haber sido el 7.º Gobernador de Baluchistán de 1978 a 1984. También fue el 16.º Gobernador de Sindh en 1988.

## Primeros años y familia
Rahimuddin Khan nació en Kaimganj, Provincias Unidas (India), en el seno de una familia pastún de habla urdu, con ascendencia de Tirah. Era sobrino del pedagogo Zakir Husain, posteriormente presidente de la India, y yerno del hermano de Husain, el activista del Movimiento pakistaní Mahmud Husain.
Estudió en la Universidad Jamia Millia Islamia de Delhi, fundada por Zakir Husain. Optó por Pakistán durante la independencia en 1947, matriculándose como Cadete 1 de la Academia Militar de Pakistán.

## Servicio militar
Como capitán, Rahimuddin ayudó a aplicar la ley marcial en Lahore durante los disturbios de 1953. Asistió a la Escuela de Mando y Estado Mayor de Fort Leavenworth (Kansas) y a la Escuela de Mando y Estado Mayor de Quetta en 1965, y fue nombrado administrador de la ley marcial de Hyderabad en 1969. Sirvió como comandante inaugural de la 111.º Brigada en Rawalpindi en 1970. Rahimuddin fue instructor jefe de la Escuela de Guerra de las Fuerzas Armadas en el entonces Colegio de Defensa Nacional de Rawalpindi hasta 1975. Bhutto solicitó a Rahimuddin que dirigiera la nueva Comisión de Energía Atómica y el programa nuclear, pero fue rechazado. Como teniente general, fue nombrado comandante del II Cuerpo en Multán en 1976. El 22 de marzo de 1984, el general Zia-ul-Haq le nombró presidente del Comité de Jefes de Estado Mayor, cargo que ocupó hasta el 29 de marzo de 1987.

### Rechazo del plan Kargil
Como Presidente del Estado Mayor Conjunto, se pidió a Rahimuddin que aprobara el plan militar para una ofensiva en Kargil, Cachemira, en 1986. El plan fue redactado por el Comandante del I Cuerpo. Tanto Rahimuddin como el Mariscal Jefe del Aire Jamal A. Khan lo rechazaron por considerarlo insostenible, citando las duras condiciones, la estrategia y el conflicto concurrente con la Unión Soviética en Afganistán. El plan fue aprobado posteriormente por el general Pervez Musharraf, lo que condujo a la guerra de Kargil en 1998.

### Denegación de prórroga
Rahimuddin rechazó una prórroga del servicio al jubilarse y se retiró en 1987. Después de su jubilación a tiempo, el Primer Ministro Muhammad Khan Junejo rechazó la propuesta de Zia de prorrogar el servicio del Vicejefe de Estado Mayor, el General KM Arif, avergonzando a Zia. Arif fue sustituido por Mirza Aslam Beg como vicejefe.

## Gobernador de Baluchistán

### Fin de la operación y retirada
El primer ministro Bhutto inició una operación militar contra los separatistas en Baluchistán dirigida por el jefe del ejército Tikka Khan en 1973, que se cobró miles de vidas. Rahimuddin fue nombrado gobernador de Baluchistán el 16 de septiembre de 1978. Declaró el fin de la operación y anunció una amnistía general para los combatientes dispuestos a abandonar las armas. La retirada del ejército se completó en 1979. El movimiento separatista baloch se paralizó. Bajo el mandato de Rahimuddin, el Centro de Política Exterior sostuvo que "los sardars tribales de la provincia fueron sacados de la palestra política por primera vez". Era conocido por su limpia reputación durante los regímenes corruptos.

### Desarrollo
Rahimuddin abrió el yacimiento de gas de Sui para suministrar gas directamente a Quetta y otras ciudades baluchas por primera vez. La ampliación de la red eléctrica desde Quetta hasta Loralai convirtió en fértiles vastas zonas con aguas subterráneas. También consolidó la entonces polémica integración de Gwadar en Baluchistán, notificada como distrito en 1977. A pesar de la oposición del ministro de Finanzas, Ghulam Ishaq Khan, Rahimuddin promovió intensamente la fabricación a gran escala y la inversión en infraestructuras, lo que hizo que el  crecimiento del PIB provincial fuera el más alto de la historia de Baluchistán. Para hacer frente a la tasa de alfabetización de la provincia, la más baja del país, gestionó la liberación de recursos para la educación, creó programas de incentivos para las niñas e hizo construir varias escuelas para niñas en el distrito de Dera Bugti. También supervisó la construcción de las instalaciones de ensayos nucleares en Chaghai, donde se realizaron pruebas en 1998.

### Contención de los refugiados afganos
Durante la guerra soviético-afgana, el régimen de Zia comenzó a ayudar a los muyahidines afganos anticomunistas. Millones de refugiados afganos, que se considera la mayor población de refugiados del mundo, cruzaron la frontera hacia Baluchistán y Khyber Pakhtunkhwa. Bajo Zia y el general Fazle Haq en KP, la heroína y el armamento entraron libremente con los muyahidines. Sin embargo, en Baluchistán, Rahimuddin Khan detuvo a los muyahidines en campamentos militares con alambre de espino y confiscó sus armas. Al parecer, varios combatientes fueron transportados de vuelta a Afganistán por la fuerza, lo que fue criticado por los organismos de derechos humanos paquistaníes. También restringió a los refugiados a los campamentos civiles durante la guerra. La política paquistaní en Baluchistán se hizo muy impopular a los ojos de los afganos, pero las drogas y las armas siguieron siendo escasas en la provincia, y se generalizaron en Khyber-Pakhtunkhwa.

### El secuestro de Al-Zulfikar
En marzo de 1981, la organización terrorista Al-Zulfikar, dirigida por Murtaza Bhutto, secuestró un avión de Pakistan International Airlines que iba de Karachi a Kabul. Los secuestradores amenazaron con asesinar a los rehenes si las autoridades estatales no liberaban a determinados presos políticos. Ante la negativa de las autoridades, Al-Zulfikar disparó y mató al capitán de pasajeros Tariq Rahim, que se creía erróneamente hijo del general Rahimuddin Khan. La decisión de matar a Rahim se tomó después de que Murtaza Bhutto consultara al jefe del KHAD, Mohammad Najibullah. Tariq Rahim había sido en realidad un antiguo ayudante de campo del mayor de los Bhutto. El episodio terminó cuando Zia-ul-Haq liberó a los prisioneros.

## Gobernador de Sindh
Zia destituyó a su propio gobierno en mayo de 1988. Rahimuddin se convirtió en gobernador civil de Sindh, y se impuso el gobierno del gobernador citando la emergencia. Alegando corrupción, Rahimuddin empezó a despedir a un gran número de policías y funcionarios. Rahimuddin también lanzó una brutal ofensiva policial contra la mafia de la tierra, una de las más amplias que se han llevado a cabo en Karachi, criticada tanto por el PPP como por el régimen de Zia por sus tácticas de mano dura. El gobierno la detuvo inmediatamente después de su dimisión. Se propuso la creación de fuerzas policiales separadas para la ciudad y las zonas rurales, pero también se resistió tras su dimisión por temor a que se complicara la relación entre los sindhi y los muhajir. Se formó a agentes especiales de control de disturbios para hacer frente a las revueltas étnicas, y también se creó una policía fluvial y forestal para luchar contra el daco. Ghulam Ishaq Khan se convirtió en presidente en funciones tras la muerte de Zia en un accidente aéreo el 17 de agosto, y reintrodujo el cargo de ministro jefe de Sindh. Rahimuddin dimitió en respuesta al intento de limitar sus poderes de gobernador.
Tras su retirada, proyectó a su antiguo jefe de personal, Asif Nawaz, para su nombramiento como Jefe del Estado Mayor del Ejército.